# (4335) Verona
(4335) Verona est un astéroïde de la ceinture principale d'astéroïdes.

## Description
(4335) Verona est un astéroïde de la ceinture principale d'astéroïdes. Il fut découvert le 1er novembre 1983 à Cavriana par l'observatoire de Cavriana. Il présente une orbite caractérisée par un demi-grand axe de 2,21 UA, une excentricité de 0,22 et une inclinaison de 3,1° par rapport à l'écliptique.

## Nom
Cet astéroïde a été nommé d'après la ville italienne de Vérone, fondée au IVe siècle av. J.-C., et située au pied des Alpes. Vérone a connu des moments de splendeur durant l’ancienne époque romaine et conserve encore les arènes, ainsi que des chefs-d’œuvre du XIIIe siècle du règne de la famille Scaligeri. La tragédie «Roméo et Juliette» de Shakespeare était située à Vérone, ville où sont nés et ont grandi les astronomes de l'observatoire de Cavriana, Luciano Lai, Ivano Rocchetti et Giordano Vesentini.

## Compléments